# إريك بيب
إريك بيب (بالإنجليزية: Eric Bibb)‏ هو مغن مؤلف وعازف قيثارة وموسيقي أمريكي، ولد في 16 أغسطس 1951 في نيويورك في الولايات المتحدة.

## وصلات خارجية
- الموقع الرسمي
- إريك بيب على موقع IMDb (الإنجليزية)
- إريك بيب على موقع ميتاكريتيك (الإنجليزية)
- إريك بيب على موقع روتن توميتوز (الإنجليزية)
- إريك بيب على موقع ميوزك برينز (الإنجليزية)
- إريك بيب على موقع أول موفي (الإنجليزية)
- إريك بيب على موقع أول ميوزيك (الإنجليزية)
- إريك بيب على موقع ديسكوغز (الإنجليزية)
- إريك بيب على موقع قاعدة بيانات الفيلم (الإنجليزية)